# インプット仮説
インプット仮説・入力仮説（英: input hypothesis）は、監視模型としても知られ、言語学者のスティーヴン・クラッシェンが1970年代から80年代に提唱した5つの第二言語習得に関する仮説の集まりである。クラッシェンは当初、入力仮説を5つの仮説（入力仮説、習得学習仮説、監視仮説、自然習得順序仮説、情意フィルター仮説）の一つとしていたが、やがて5つの仮説全体を指すようになった。入力仮説が出版物として最初に登場したのは1977年である。
入力仮説は、言語学習者が受ける理解可能な入力（英: comprehensible input; CI）が最も重要であるとする。発話された、あるいは、書かれた言語入力の理解のみが、内在する言語能力の増加に寄与し、言語出力は学習者の能力向上には全く影響しないとした。さらに、クラッシェンは、言語能力は言語が無意識に習得された時のみに増加し、意識的な学習によるものは自発的な言語発声には使えないとした。また、習得は学習者の気分に大きく依存し、学習者がストレスにさらされていたり、学習意欲が持てないと習得が著しく阻害されるとした。 
クラッシェンの仮説は語学教育に大きな影響を与え、特に米国での影響は大きい。しかし、一方で一部の研究者からの批判も受けている。そのなかで、主な2つは、仮説が検証不能であることと、仮説が存在が証明されていない「習得と学習の差異」を仮定していることである。

## 概要
クラッシェンが提案する5つの仮説は以下のものである:
入力仮説
言語の学習者は彼らの現在の水準より、僅かに高い水準の言語の入力を理解した時に進歩するという主張。クラッシェンは、この水準を「i+1」と呼び、「i」が現在の言語習得の水準で、「+1」が次の水準との差分とした。
習得学習仮説
「習得」と「学習」 には厳格な区別があるという主張。クラッシェンは「習得」は純粋に無意識の過程で「学習」は意識下の過程であり、言語能力の改善は「習得」にのみ依存し、「学習」に依存することは決して無いとした。
監視仮説
意識的に学んだ言語は、発語を監視することにしか有効でないとし、自発的な発語に使用されることはないという主張。
自然習得順序仮説
言語は特定の決まった順序で習得され、それは習得者間でも変わらず、明示的に教える順番にも左右されないという主張。
情意フィルター仮説
恐怖・当惑・困惑などの負の感情が学習者の言語習得能力を低下させるという主張。このような現象が起きた時、「情意フィルターが上昇した」と言う。

## 入力仮説
「i」を今までに習得した言語能力と言語外知識とすると、当仮説は、我々は「i+1」を含む理解可能な入力を理解することによって、「i」から「i+1」と移行することができる。言語外知識とは、我々の取り巻く世界と状況に関する知識、すなわち、コンテクストを意味する。「+1」とは、我々が習得の準備が出来ている新しい知識、言語構造である。
「理解可能な入力」仮説は、自然習得順序仮説の立場からも説明できる。例えば、もし我々が言語規則を、 (1, 2, 3...)のように直線的に習得するとすれば、「i」は、最後の習得した、言語規則もしくは形式であり、「i+1」が次に習得する要素であることになる。ここで、入力ならば何でも良いわけではなく「理解可能な入力」でなければならないことが強調される。クラッシェンによると、この理論から、3つのことが推論される。

### 入力仮説からの推論
1. 話すこと（出力）は語学訓練にはならない
クラッシェンは対象言語を話そうとすることは言語の習得には繋がらないことを強調する。発話することは間接的には習得に貢献することはありうるが、話す能力が言語習得や学習の原因とはならない。むしろ、理解可能な出力（英語版）は言語習得の「結果」である[4][注釈 2]。
2. 十分な理解可能な入力がされれば、そこに「i+1」が存在する
もし、言語教材や教師が十分な理解可能な入力を行えば、習得者が次に習得する準備ができている要素がその入力の中にある。クラッシェンによれば、この方法の方が、通常の文法教育よりも正確な文法知識を得るには効果的である[4]。
3. 教える順番は自然習得の順番である必要はない
理解可能な入力を受けることにより、生徒がむしろ自然な順番で習得する[4]。

## 習得学習仮説
現代の言語学において、人間がいかにして言語能力を獲得するのかについて多くの理論が存在する。クラッシェンの習得学習仮説によれば、我々が言語能力を獲得するのには、「習得」と「学習」の2つの独立した方法がある。この理論は現代の言語習得理論の根幹を成すものであり、おそらく、クラッシェンの理論の中でも最も本源的なものである。
言語の「習得」は、本人が気が付かない無意識な過程である。学習者は習得中もその過程を意識することなく、新たな知識が得られても、知識を得たという認識はない。 クラッシェンによれば、子供も成人も言語を習得することが可能であり、それは会話でも文書でも同様である。この過程は、子供が母語を学ぶ過程と類似する。「習得」には対象言語との意味のある接触が必要であり、その間、習得者は文法や形式ではなく意味に焦点を当てる。
一方、言語の「学習」とは意識的過程で、多くが学校教育で経験するようなものである。新しい知識、もしくは言語の形式、文法は学習者が明示的に意識するように与えられ、多くの場合、言語の「規則」もしくは「文法」の形で提示される。また、この過程には多く間違いの矯正が含まれる。言語「学習」には、形式的な指導が含まれ、クラッシェンによれば、「習得」よりも効果的ではない。

## 監視仮説
監視仮説によれば、学習者の「学習された機構」は彼らが生成するものの監視として機能する。言い換えれば、「習得された体系」のみが発語の能力を持ち、「学習された体系」はそれを検査するに使用される。  
学習者は発語する際に、内部的に誤りを探し、「学習された体系」で修正を行う。自己修正は、学習者が発語した後に文章を監視を使用して修正することで行われる。 当仮説によれば、このような自己修正は、意識的な言語学習の機能であるとされる。

### 監視使用の3条件
クラッシェンによれば、監視が上手く使用されるためには以下の3条件が満たされることが必要である:
1. 習得学習者は文法を知っていなければならない
この条件は、言葉を発する人がその文章について明示的な言語形式についての知識がなければならないので非常に満たすことが難しい[4]。
2. 習得者は正確さに注力しなければならない
話者は形式に注意しなければならないので、意味と形式の双方に注意するのは大変である[4]。
3. 習得学習者は監視を使用する時間がなければならない
監視の使用は話者にゆっくり話して形式に注意することを強いる[4]。

### 監視使用の困難
監視の使用には多くの困難が伴い、結果として監視を言語的道具としてあまり有効なものでなくする。 
1. 文法を知っている: これは満たすのが困難な条件である。なぜなら、優秀な学習者でも、教えられた、あるいは学んだ全ての文法を覚えてはいられないし、覚えていてもいつでも正しく適用出来るわけではない。全ての文法が文章に書かれているわけでもなく、教えられるわけではない[4]。
2. 監視使用に要する時間: 監視使用には負荷がある。話者は、結果として話の内容より形式に注力してしまい、少ない情報を交換しかできなくなる。一部の話者は過度の監視を行なって話が聞きづらいほど、会話速度が遅くなってしまう[4]。
3. 文法は言語能力のほんの一部でしかない: 習得は言語能力の全てを提供するわけではない。文法の一部、句点、綴りなどで、熟練した母語話者でも習得できていないものもある。 文法は言語の重要な要素であるが、高い能力を要求されるのは書く時のみであるので、言語能力全体からみると小さい部分である[4]。

これらの困難のため、クラッシェンは監視を使用するのは意思疎通と干渉しないような状況、例えば文章を書く時に限定するべきと推奨する。

## 自然習得順序仮説
自然習得順序仮説は全ての学習者がほぼ同じ順番で言語を習得するとしている。この順番は、特定の言語の要素について教えやすいかどうかに依存しない。例えば、英語の三人称の-sは教室では簡単に教えられるが、実際に習得するのは言語習得の比較的後の段階となる。この研究は、DulayとBurtの形態素研究に基づく。これは、特定の形態素は第二言語習得の過程で他の形態素より先に学習されることが常に予測されることからによる。

## 情意フィルター仮説
情意フィルターとは、学習者が置かれた環境によって学習にもたらされる負の感情あるいは情意的な障碍のことである。それは、第二言語習得の仮説で、教育心理学の分野において意味が大きい。 
情意フィルター仮説によれば、不安、自己不信、あるいは単なる飽きのような特定の感情が第二言語習得の過程に干渉するとされる。それは、話し手と聞き手の間のフィルターとして働き、聞き手が理解する言語入力の量を減少させる。このような負の感情は言語入力の効率的処理を阻害する。この仮説は、さらに興味を喚起したり、不安を取り除く環境にしたり、学習者が自信、自尊心が保てるように助けることでこの障碍を低減できるとする。
Krashenによれば、次の二要素が情意フィルターの低減を妨害する。
- （生徒が個々人の必要十分な量の理解可能入力を受ける前に話し始めることを期待することによって）沈黙期（英語版）を許さないこと。
- 学習過程で、早すぎる時期に間違いを修正してしまうこと。

## 反響や影響
この模型は、一部の言語学者からは批判されており、正当な仮説でないとするものもある。しかし、一方で、当仮説は多くの研究を触発し、多くの言語学者が価値を認めるものでもある。
この理論は、自然習得法 (1983) として知られるクラッシェンとトレイシー・テレルの理解先行法の言語習得手法の基礎となっている。第二言語としての英語配信はクラッシェンの理解可能な入力を言語習得者に提供するという考えに啓発されて始まった。 
著名な対抗する理論としては、能力構築仮説や理解可能出力仮説などがある。指導的足場づくりも入力仮説が関連する。

## 言語教育への適用
初級水準
- 授業時間の多くを理解可能な音声での入力にあてる
- 教師は話すときに理解可能になるように変えながら話す
- 発語（出力）の要求は低く抑える。生徒は準備が出来るまで話すことを強要されてはならない
- 文法教育は高校生水準以降の教室にのみ加えるものとする

中級水準
- 他教科の文章を理解可能な入力に変更して使用する（当該言語による言語教育，英: sheltered subject-matter teaching）。これは初級者や対象言語の母語話者を対象にするものではない。
- 当該言語による言語教育の教室では、内容に重きを置くべきで、文法などの形式を重視してはいけない

## 脚註

### 註釈
1. ↑  「習得」と「学習」の違いについての詳細は#習得学習仮説を参照
2. ↑  出力の理論や仮説についての詳細は、理解可能な出力（英語版）を参照

## 参考資料
- Krashen-Terrell's Natural Approach - An overview
- Gregg, K.R. (1984). 'Krashen's Monitor and Occam's Razor.' Applied Linguistics 5(2): 79-100.
- Krashen, S.D.; Seliger, H.W.. (1975), TESOL Quarterly, 9, No. 2, Teachers of English to Speakers of Other Languages, Inc. (TESOL), pp. 173–183
- Krashen, S.D. (1981). Second Language Acquisition and Second Language Learning. Oxford: Pergamon
- Krashen, S.D. (1982). Principles and Practice in Second Language Acquisition. Oxford: Pergamon
- Krashen, S.D.; Terrell, T.D. (1983), The Natural Approach: Language Acquisition in the Classroom, San Francisco: The Alemany Press, pp. 191, ISBN 0-88084-005-6
- Krashen, S.D. (1985), The Input Hypothesis: Issues and Implications, New York: Longman
- Krashen, S.D. (1989), We acquire vocabulary and spelling by reading: additional evidence for the input hypothesis, Modem Language Journal, 73, n⁰4, pp. 440–464
- Krashen, S.D. (1994), The input hypothesis and its rivals, Implicit and Explicit Learning of Languages, Academic Press, London: Ellis, N, pp. 45–77, CiteSeerx: 10.1.1.121.728
- Krashen, S.D. (1996), The case for narrow listening System 24(1): 97-100
- Krashen, S.D. (2003), Explorations in Language Acquisition and Use, Portsmouth: NH: Heinemann.
- Krashen, S.D.; Terrell, T.D. (1983), The Natural Approach, New York: Pergamon
- Loschky, Lester (1994), Comprehensible Input and Second Language Acquisition, Studies in Second Language Acquisition, 16, pp. 303–323, doi:10.1017/S0272263100013103
- VanPatten, B. and Williams, J. (eds) (2007). Theories in Second Language Acquisition: an Introduction. Mahwah, NJ: Erlbaum.
- White, L. (1987). 'Against comprehensible input: the input hypothesis and the development of second language competence.' Applied Linguistics 8(2): 95-110.
- Lightbown P. and N. Spada, How languages are learned, Oxford University Press, p. 38-40.
- Lin, G.H.C. & Ho, M.M.S. (2009). An exploration into foreign language writing anxiety from Taiwanese university students’ perspectives. 2009 NCUE Fourth Annual Conference on Language Teaching, Literature, Linguistics, Translation, and Interpretation. National Changhua University of Education, Department of English, Taiwan, ROC, P. 307-318 http://www.eric.ed.gov/PDFS/ED506178.pdf
- Lin, G.H.C. (2008). Pedagogies proving Krashen's theory of affective filter, Hwa Kang Journal of English Language & Literature, Vol, 14, 113-131 ERIC Collection as ED503681 http://www.eric.ed.gov/PDFS/ED503681.pdf
- ジャック・ライアン「A Review of the Role of Output in Second Language Acquisition with anecdotal examples from a Japanese learner's experience」『言語と文化』第44巻第17号、愛知大学語学教育研究室、2007年7月、39-47頁、NAID 120005281979、2022年12月22日閲覧。
- 卯城祐司 (2009年8月). “第二言語習得に関する用語集”.  筑波大学大学院 英語教育学 卯城祐司研究室. 2020年3月4日閲覧。